# Вернигора Ніна Миколаївна
Ніна Миколаївна Вернигора (13 серпня 1967, Великі Прицьки)— українська поетеса, перекладачка, дитяча письменниця, науковець, член національної спілки письменників з 2000 року, кандидатка наук із соціальних комунікацій.

## Життєпис
Народилася на хуторі Дубровка неподалік села Великі Прицьки Кагарлицького району Київської області.
Ніна Вернигора народилася в родині, у якій виховувалося шестеро дітей. Старша сестра Надія писала вірші, старший брат Григорій – музику, батьки любили розповідати дітям про дідів-прадідів, родинні та народні традиції, відтворювали ці традиції в тому вигляді, в якому отримали їх у спадок від своїх дідусів і бабусь. В родині завжди заохочувалися читання книжок, творча робота, творчий підхід до виконання домашніх справ. 
Вищу освіту здобула на факультеті філології Київського національного університету імені Тараса Шевченка (2003).
Працювала заступником головного редактора журналу «Пізнайко» (1996–1999), редактором видавництва «Бібліотека українця» (1999–2000), головною редакторкою газети «Веселка» (2000–2004); асистенткою кафедри видавничої справи та редагування Інституту журналістики (2003–2007, 2012–2016), викладачем Інституту масової комунікації при КНУ імені Тараса Шевченка (2007–2011), доцентом кафедри реклами і зв’язків з громадськістю Гуманітарного інституту Київського університету імені Бориса Грінченка (2015–2016), доцентом кафедри видавничої справи Інституту журналістики Київського університету імені Бориса Грінченка (з 2016 р.).
Керівниця навчально-видавничої групи Інституту журналістики КНУ імені Тараса Шевченка (2000–2016), відповідальна секретарка наукових фахових видань із соціальних комунікацій «Наукові записки Інституту журналістики» (2000–2015), «Актуальні питання масової комунікації» (2000–2015), «Українське журналістикознавство» (2000–2015), «Стиль і текст» (2000–2015), «Образ» (2000–2006), «Журналістика» (2004), «Інформаційне суспільство» (2005–2015), а також наукових видань «Вісник Київського національного університету імені Тараса Шевченка.
2013 року захистила дисертацію «Книговидання для дітей в Україні ХХ століття: типологія, проблематика, жанрові особливості». 
2015 р. – розробниця і модераторка майстер-класу «Написання сучасної наукової статті» в межах Всеукраїнської науково-практичної конференції «Комунікаційні стратегії сучасної школи». 
2015–2016 – розробниця і керівниця проєкту НСПУ спільно з КМДА «Зелений час. Збірник літературно-художніх творів сучасних авторів для підлітків», упорядник видання. 
З 2016 заступниця головного редактора наукового журналу Інституту журналістики Київського університету імені Бориса Грінченка «Інтегровані комунікації = Integrated communications». 
З 2019 року – голова Творчого об’єднання дитячих письменників Київської організації НСПУ, головний редактор електронного альманаху «Біла Ворона». 
Гарант освітньої магістерської програми «Видавнича справа та редагування» (з 2020 р.).
З 2022 року – засновниця і модераторка сайту Творчого об’єднання дитячих письменників України.
Авторка низки книжкових видань (літературно-художніх, публіцистичних, навчальних) та наукових публікацій з проблем книговидання для дітей, мовної культури, бібліографії та наукового рецензування.
Член Національної спілки письменників України з 2000 року. Авторка 12 літературно-художніх книжкових видань.

## Літературна діяльність
Ніна почала писати поетичні і прозові твори з дитинства. Кілька поезій шкільного періоду навіть увійшли до першої збірки письменниці.
У творчому доробку письменниці кілька поетичних збірок, поетичні і прозові твори для дітей, публіцистика. 
Її твори перекладені англійською, французькою, китайською, аварською та російською мовами. Сама авторка також захоплюється літературним перекладом. В її книжках натрапляємо на переклади поетичних творів з перської, аварської, китайської, білоруської та російської мов. 
Низку поезій письменниці покладено на музику.

## Наукова діяльність
Перші наукові публікації з’явилися 2003 року. Коло наукових інтересів – текстознавство, книгознавство, редагування, бібліографія. Більшість наукових статей авторки та кандидатську дисертацію присвячено вивченню текстознавчих аспектів книговидання для дітей.

## Громадська діяльність
Керівник творчого об'єднання літератури для дітей Київської організації Національної спілки письменників України.